# Ezio Pinza
Ezio Pinza, eigentlich Fortunato Pinza, (* 18. Mai 1892 in Rom, Italien; † 9. Mai 1957 in Stamford, Connecticut, Vereinigte Staaten) war ein italienischer Opernsänger (Bass).

## Leben
Ezio Pinza, dem der Kritiker Dietmar Holland bezüglich der Aufnahme des Don Giovanni, dirigiert von Bruno Walter 1942, einen „erotischen basso cantante“ bescheinigte, arbeitete ursprünglich als Radrennfahrer, womit er aber eher weniger erfolgreich war. 
Dennoch begann er Gesang zu studieren, zuerst in Ravenna, dann in Bologna. 
Ezio Pinza debütierte bereits 1914 in La Spezia, doch seine Karriere nahm erst nach dem Ersten Weltkrieg ihren Lauf. 1919 debütierte er in Florenz und 1921 an der Mailänder Scala. Dort begegnete er Arturo Toscanini, mit dem er von da an häufiger zusammenarbeitete. 1926 bis 1948 war Ezio Pinza, der Italien aufgrund seiner Ablehnung des Mussolini-Regimes verlassen hatte, Mitglied der New Yorker Metropolitan Opera. Hier sang er noch mehrfach unter der Leitung Toscaninis.
1934 debütierte er bei den Salzburger Festspielen als Don Juan, in dieser Rolle war er bis  1939 in Salzburg zu sehen.
Zu Pinzas Hauptpartien gehörten Mozarts Don Giovanni und Figaro, Don Basilio in Rossinis Barbier von Sevilla, Escamillo in Carmen, die Titelpartie in Mussorgskis Boris Godunow und der Mephisto in Arrigo Boitos Mefistofele und in Charles Gounods Faust.
Nach 1948 wandte sich Ezio Pinza, auch wegen des Nachlassens seines Stimmumfangs, zunehmend dem leichteren Repertoire zu. Während dieser zweiten Karriere übernahm er Filmrollen und trat im Fernsehen auf. Am Broadway trat Ezio Pinza in der Rolle des Emile de Becque im Rodgers und Hammerstein Musical South Pacific mit außergewöhnlichem Erfolg auf.